# Наш Гагарин
«Наш Гагарин» — документальный фильм Центральной студии документальных фильмов.

## Сюжет
Киноочерк рассказывает о Юрии Гагарине, первом человеке, совершившем полёт в космическое пространство.

## Съёмочная группа
- Авторы сценария: И. Бессарабов, Я. Голованов
- Редактор: С. Суркова
- Редактор кинолетописи: В. Казакова
- Звукооператор: В. Котов
- Композитор: А. Шнитке
- Авторы песни: А. Пахмутова, Н. Добронравов
- Текст читает: И. Кваша
- Консультант: генерал-полковник авиации Н. Каманин
- Директор картины: Н. Скобелева

## Интересные факты
В фильме впервые прозвучала песня Александры Пахмутовой и Никиты Добронравова «Как нас Юра в полёт провожал» в исполнении Юрия Гуляева.
В 1972 году авторы сценария фильма Ярослав Голованов и Игорь Бессарабов получили премию «Орлёнок» за фильм «Наш Гагарин» и Я. Голованов был награждён фотоаппаратом «Зоркий-12».
В 2011 году фильм демонстрировался во многих странах мира в ходе проведения акции «Первый в космосе», организованной фондом «Русский мир» и посвящённой 50-летию первого полёта человека в космос.
Согласно запискам Я. К. Голованова, для фильма были с трудом найдены когда-то вырезанные кадры, на которых во время проезда Гагарина по Москве не было видно Н. С. Хрущёва.